# ウォリントン
ウォリントン (Warrington) は、イギリスのイングランド、チェシャーのタウンかつバラかつ単一自治体 (Unitary Authority)である。マージー川沿いに位置している。リヴァプールの東29.8km、マンチェスターの西26km、セント・ヘレンズ (St Helens) の南13kmに位置している。1968年にニュータウンとして建設された当初の人口の2倍以上となっている。

## 歴史
ウォリントンはマージー川の渡河ポイントとしてローマ人によって建設された。新しい居住区がサクソン人によって建設され、中世までにマージー川を渡る最も下流のポイントの市場都市として頭角を現した。繊維や道具作りの伝統は、この時からのものである。ウォリントンの拡大と都市化は、産業革命と関連していて、特に18世紀にマージー川が航行可能となった後、顕著であった。

## スポーツ

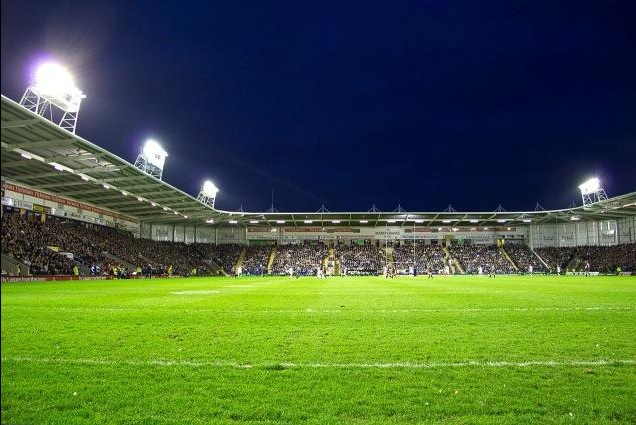
ハリウェル・ジョーンズ・スタジアム、ウォリントン・ウルブズのホーム

ラグビーリーグが街で一番のスポーツである。プロラグビーリーグチームであるウォリントン・ウルブズは、ウォリントンの鉄線製造の歴史のため、歴史的に「The Wire」という愛称が付けられている。
以下のウォリントンのクラブがイギリスアマチュアラグビーリーグ協会のリーグに参加している。
- Bank Quay Bulls ARLFC
- Burtonwood Bulldogs ARLFC
- Crosfields ARLFC
- Culcheth Eagles ARLFC
- Latchford Albion ARLFC
- Rylands ARFLC
- Woolston Rovers ARLFC

ウォリントン・タウンが街を代表するサッカークラブである。ウォリントン・タウンは2019年現在ノーザンプレミアリーグ・プレミアディビジョン（7部相当）でプレーしている。
ウォリントンでは漕艇も200年近く行われてきた。ウォリントン・レガッタには150年以上の歴史があり、riverbankで大観衆を集める。現代のウォリントン・ローイング・クラブは1980年代中頃に始まった。
ウォリントン・アスレティック・クラブはヴィクトリア・パークを拠点としている。
スピードウェイレース（ダートトラックレース）は創成期の1928年から1930年にウォリントンでステージを開催していた。
ウォリントン・ウルブズ・バスケットボールチームは2009年に設立され、イングランドバスケットボールリーグのディビジョン4でプレーしている。
ウォリントンには4つの主要なラグビーユニオンチーム、ウォリントンRUFC、Lymm RFC、Gentlemen of Moore RUFC、Eagle RUFCがある。

## 姉妹都市
- ナーホト、チェコ
- ヒルデン、ドイツ

## 出身人物
- ティム・カリー - 俳優
- ケリー・カトーナ - アトミック・キトゥンの元メンバー
- スティーブ・ライト - プロレスラー
- リアノン・ディクソン - プロボクサー